# Palpita braziliensis
Palpita braziliensis là một loài bướm đêm trong họ Crambidae.